# فصل برداشت: نجات سرزمین مادری
فصل برداشت: نجات سرزمین مادری (به انگلیسی: Harvest Moon: Save the Homeland) و (به ژاپنی: 牧場物語 ハートに火をつけて Bokujou Monogatari, Haato ni hi o tsukete, Ranch Story Ignite the Heart) یک بازی ویدئویی در سبک شبیه‌سازی مزرعه است که توسط شرکت ناتسومه طراحی و ساخته شد. این بازی که در سری بازی‌های فصل برداشت قرار دارد، برای نخستین بار در ۵ ژوئیه ۲۰۰۱، در ژاپن و پس از آن، در ۲۰ نوامبر ۲۰۰۱، در ایالات متحده آمریکا منتشر شد. فصل برداشت: نجات سرزمین مادری، بازی است که به شکل اختصاصی، برای کنسول پلی‌استیشن ۲ طراحی شد.
این بازی، نخستین بازی بود که از حالت سنتی این سری خارج شد و شخصیت‌ها و مکان‌های جدید، به فراخور طراحی مزرعه‌ای جدید و متفاوت نسبت به نسخه‌های پیشین به این سری افزوده شد.

## داستان
بازیکن نقش یک مرد ۲۱ ساله (با نام پیش‌فرض توی) را بر عهده می‌گیرد که پدربزرگش تونی اخیراً درگذشته و مزرعه‌اش را برای او به ارث گذاشته است. هنگام ورود به مزرعه که ظاهراً برای جمع‌آوری وسایل پدربزرگش آمده، با سه «فرشته برداشت» به نام‌های نیک، ناک و فلاک و همچنین الهه برداشت روبرو می‌شود که از او می‌خواهند در مزرعه بماند و به آن‌ها کمک کند.
این منطقه قرار است در مدت یک سال تخریب شود تا جای خود را به یک مجتمع تفریحی و پارک موضوعی بدهد. هدف بازی یافتن راهی برای نجات شهر قبل از پایان سال است. برای این کار، شخصیت اصلی باید با برخی از اهالی شهر دوست شود و به آن‌ها در رسیدن به اهدافشان کمک کند. نتیجه نهایی بستگی به افرادی دارد که با آن‌ها دوست می‌شود. اگر موفق شود، شهر نجات خواهد یافت.

## نسخه بازسازی شده
یک نسخه بازسازی شده و پیشرفته از این بازی با عنوان فصل برداشت: قهرمان دره لیف در تاریخ ۱۹ مارس ۲۰۰۹ برای کنسول بازی دستی پلی‌استیشن همراه منتشر شد که تغییرات اساسی و مهمی داشت. این نسخه شامل اصلاحات و بهبودهای قابل توجهی نسبت به نسخه اصلی بازی بود. از جمله تغییرات مهم این نسخه می‌توان به موارد زیر اشاره کرد:
گرافیک و جلوه‌های بصری بازی به‌طور کامل ارتقا پیدا کرده بود. مکانیک‌ها و سیستم‌های بازی بهبود یافته بودند. داستان بازی گسترش داده شده و محتوای بیشتری به آن اضافه شده بود. شخصیت‌های جدیدی به بازی اضافه شده بودند و تعاملات بین شخصیت‌ها عمیق‌تر شده بود. سیستم کشاورزی و پرورش حیوانات پیشرفته‌تر و کامل‌تر شده بود. مینی‌گیم‌ها و فعالیت‌های جانبی بیشتری در بازی گنجانده شده بود. این نسخه با وجود اینکه جو و فضای اصلی بازی را حفظ کرده بود، تجربه‌ای کامل‌تر، جذاب‌تر و متناسب‌تر با استانداردهای روز به بازیکنان ارائه می‌داد.